# Тит Юний Монтан
Тит Юний Монтан (на латински: Titus Junius Montanus) е сенатор на Римската империя през 1 век. Син е на Гай от tribus Aniensis.
Той е военен трибун в V Македонски легион, квестор в провинцията Витиния и Понт, след това е народен трибун, претор и проконсул на Сицилия. През май и юни 81 г. той е суфектконсул заедно с Луций Юлий Ветий Павел.